# Matthias Gross
Pour les articles homonymes, voir Gross.
Matthias Gross (orthographe allemande: Groß, né en 1969) est un sociologue et chercheur en science studies allemand. Il est actuellement professeur ordinaire de sociologie de l'environnement à l'université d'Iéna, et il occupe conjointement un poste au Helmholtz Center for Environmental Research (de) - UFZ à Leipzig, en Allemagne.

## Formation et carrière
Gross obtient un doctorat en sociologie de l'université de Bielefeld en 2001. Entre 2002 et 2005, il codirige le groupe de recherche «Expériences du monde réel» à l'Institut d'études scientifiques et technologiques de l'Université de Bielefeld et de 2005 à 2013, il est chercheur principal au Helmholtz Center de Leipzig. Il occupe des postes de recherche et de professeur invité à l'université du Wisconsin à Madison, à l'université Loyola de Chicago et à l'université Martin-Luther de Halle-Wittemberg, en Allemagne. Il est co-rédacteur en chef de la revue interdisciplinaire Nature + Culture (en). Entre 2006 et 2018, il est président de la section de sociologie environnementale de la Société allemande de sociologie et de 2011 à 2019, il est président du réseau de recherche de l'Association européenne de sociologie sur l'environnement et la société. 

## Prix et distinctions
En 2013, il remporte le prix Sage pour l'innovation et l'excellence de la British Sociological Association pour son article sur Georg Simmel et la non-connaissance et en 2018 le prix Frederick H. Buttel (en) de l'Association internationale de sociologie (ISA).

## Publications
- Debra J. Davidson et Matthias Gross (eds.), The Oxford Handbook of Energy and Society, Oxford, Oxford University Press, 2018 (ISBN 978-0-190-63385-1)
- Audrone Telesiene et Matthias Gross (eds.), Green European: Environmental Behaviour and Attitudes in Europe in a Historical and Cross-Cultural Comparative Perspective, London, Routledge, 2017 (ISBN 978-1-138-12395-3)
- Matthias Gross et Linsey McGoey (eds.), Routledge International Handbook of Ignorance Studies, London, Routledge, 2015 (ISBN 978-0-415-71896-7)
- Matthias Gross et Rüdiger Mautz, Renewable Energies, London, Routledge (Key Ideas Series), 2015 (ISBN 978-0-415-85861-8)
- Matthias Gross, Ignorance and Surprise: Science, Society, and Ecological Design, Cambridge, MA, MIT Press (Inside Technology Series), 2010 (ISBN 978-0-26201-348-2)
- Matthias Gross et Harald Heinrichs (eds.), Environmental Sociology: European Perspectives and Interdisciplinary Challenges, Dordrecht, Springer, 2010 (ISBN 978-9-04818-729-4)
- Matthias Gross, Inventing Nature: Ecological Restoration by Public Experiments, Lanham, MD, Rowman & Littlefield (Lexington Books), 2003 (ISBN 978-0-73910-504-7)